# Palatinat
Palatinat (von lateinisch palatinus „der im Palast bzw. bei Hofe“) kann folgendes bedeuten:

## Hofpfalzgrafschaft
Das Palatinat ist ein vor allem vom Kaiser, ferner vom Papst und dem osmanischen Sultan verliehenes Privileg zur Ausübung von Reservatrechten, die in der Comitiv (lateinisch comitiva) im Einzelnen aufgeführt waren. Es ist zu unterscheiden zwischen
- großem Palatinat (comitiva maior): territorial nicht begrenzt, erblich, mit der Befugnis, auch Unterpfalzgrafen einzusetzen,
- kleinem Palatinat (comitiva minor): territorial begrenzt, nicht erblich.

Dieses jüngere Hofpfalzgrafenamt steht mit dem älteren Amt des Pfalzgrafen nicht in Verbindung und wurde vom Kaiser erst ab dem Ende des 15. Jahrhunderts häufiger verliehen. Der Begriff leitet sich ab aus der höfischen Funktion und Würde des Paladins (lateinisch: palatinus).

## Pfalzgrafschaft (territorial)
Das Palatinat (lat.: palatinatus) ist das Gebiet eines Pfalzgrafen (comes palatinus). Ab der Zeit der Karolinger wurde den Pfalzgrafen in Vertretung des Königs der selbständige richterliche Vorsitz zugewiesen; bestimmte geringere Sachen wurden ihm ein für allemal zugewiesen. In der nachkarolingischen Zeit verschwindet die Pfalzgrafschaft in diesem Sinn. Kaiser Otto I. setzte als Gegengewicht gegen die Herzoge Stammespfalzgrafen ein, zuerst in Bayern, dann in Sachsen und Lothringen, die den Königsboten (missi) der karolingischen Zeit entsprachen und auch die Reichseinkünfte einzuheben hatten.
Später wurden diese Ämter und die damit verbundenen Besitzungen erblich. Wichtige deutsche Palatinaten waren:
- Palatinatus ad Rhenum oder Rhenensis (Pfalzgrafschaft bei Rhein), das aus der Pfalzgrafschaft Lothringen hervorgegangen ist und zu den Kurfürstentümern des Heiligen Römischen Reiches zählte
- Palatinatus superior oder Bavariae (Oberpfalz in Bayern)
- Palatinatus inferior (Unterpfalz)
- Palatinatus Neoburgicus (Pfalz-Neuburg)
- Palatinatus Saxoniae (Pfalzgrafschaft Sachsen)
- Palatinatus Sueviae (Pfalzgrafschaft Schwaben).

Im Königreich Polen war Palatinatus die lateinische Bezeichnung einer Woiwodschaft.
In England und Wales sowie Irland war ein palatinate ein Gebiet, das von einem erblichen Adligen oder Bischof regiert wurde und besondere Autorität und Autonomie gegenüber dem Rest des Königreichs genoss. Beispiel hierfür ist das County Palatine of Durham des Bischofs von Durham.